# Nadigaon
Nadigaon è una suddivisione dell'India, classificata come nagar panchayat, di 7.175 abitanti, situata nel distretto di Jalaun, nello stato federato dell'Uttar Pradesh.